# Enzó
Az Enzó olasz eredetű férfinév, a Lorenzo (olaszul Lőrinc) rövidített változata.

## Névnapok
- július 21.
- augusztus 10.
- szeptember 5.

## Híres Enzók
Enzo Ferrari (teljes nevén: Enzo Anselmo Ferrari) (Modena, 1898. február 18. – Modena, 1988. augusztus 14.) olasz versenyautó tervező, autó versenyző. A Ferrari autógyár alapítója.